# Drysdalia mastersii
Drysdalia mastersii (змія Мастерса) — вид отруйних змій родини аспідових (Elapidae). Ендемік Австралії. Вид названий на честь австралійського зоолога Джорджа Мартенса.

## Опис
Середня довжина змій Мартенса становить 40 см. Верхня частина тіла у них світло-коричнева або темно-сіра, на потилиці світла смуга, від верхньої губи до шиї іде біла смуга.

## Поширення і екологія
Змії Мастерса мешкають на півдні Австралії, на узбережжі Великої Австралійської затоки від Есперанса в Західній Австралії до півострова Ейр в Південній Австралії, а також на півострові Йорк в Південній Австралії та в районі Великої пустелі на заході Вікторії. Вони живуть в напівпустельних районах, від прибережних дюн і вапнякових скель до порослих вересом піщаних рівнин, спінніфексових луків та чагарників маллі. Ведуть нічний спосіб життя, вдень ховаються під камінням і поваленими деревами. Яйцеживородні, розмножуються у вересні-грудні, народжують 2-3 дитинчати у березні-квітні. Живляться переважно ящірками.